# Graham-Paige

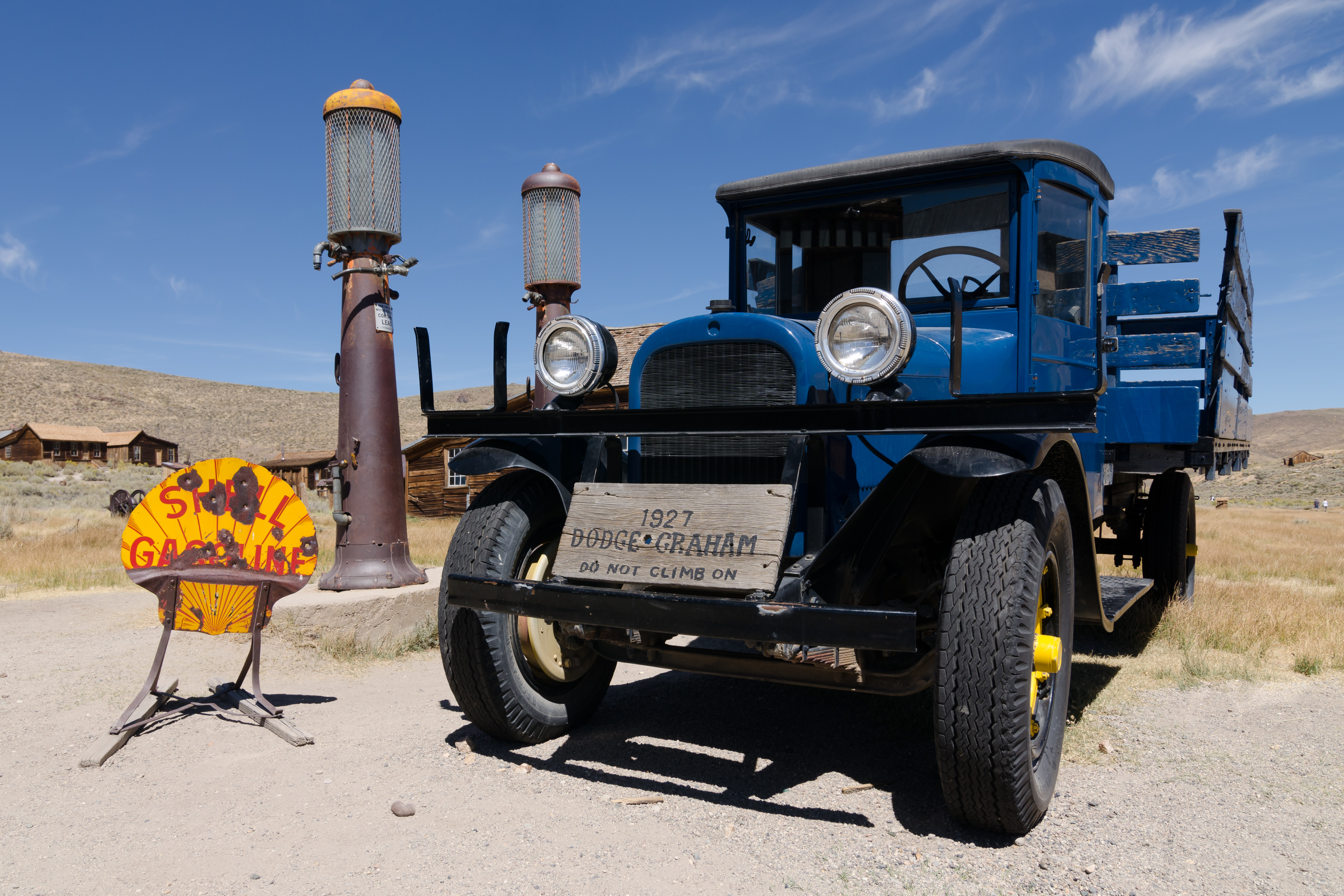
Náklaďák Dodge Graham 1927

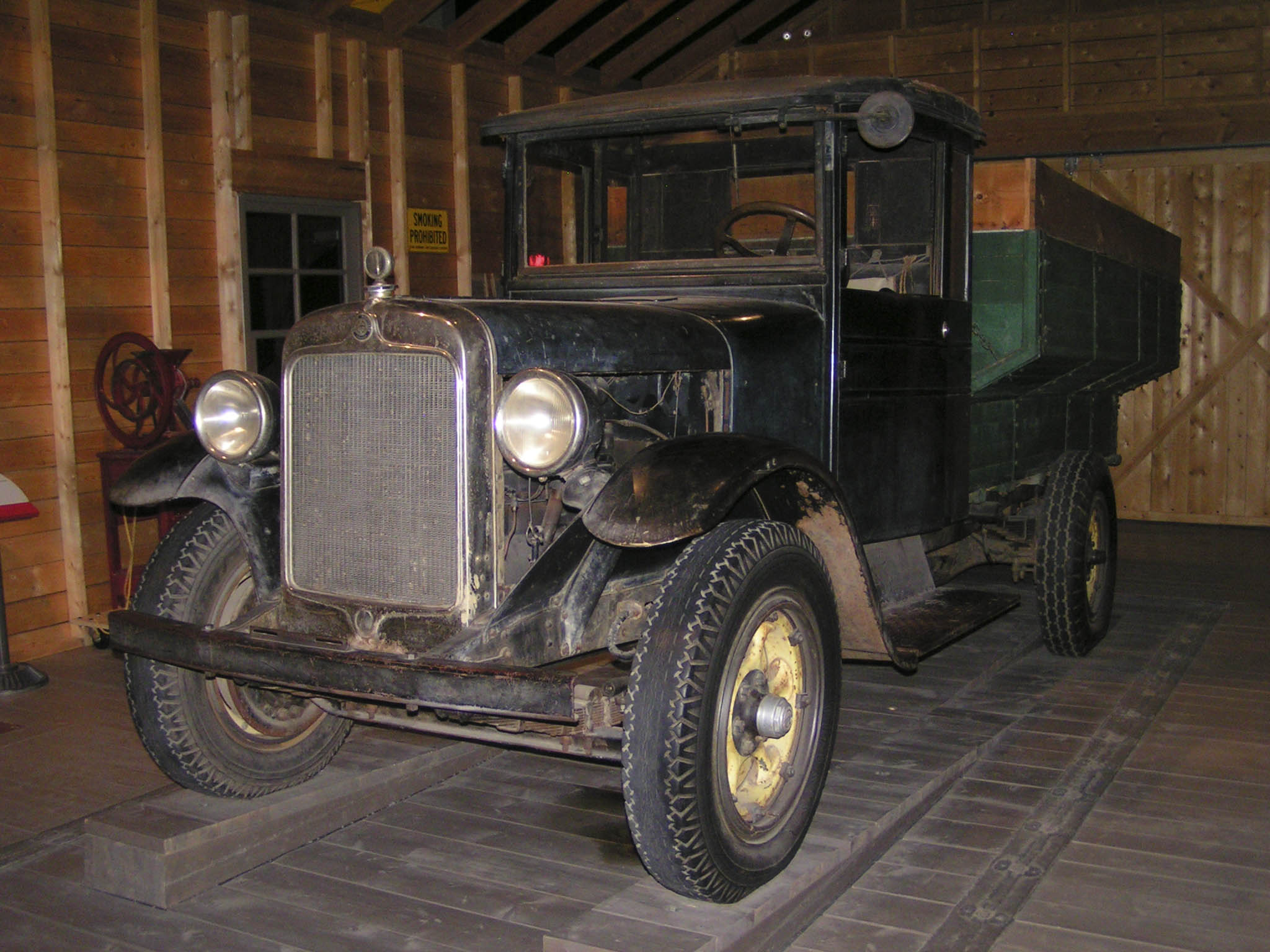
Náklaďák Graham Brothers 1928

Graham-Paige byla americká automobilka, kterou v roce 1927 založili bratři Joseph B. Graham (1882–1970), Robert C. Graham (1885–1967) a Ray A. Graham (1887–1932), původně pod názvem Graham Brothers. Výroba automobilů byla ukončena v roce 1940 a její automobilová aktiva převzala v roce 1947 společnost Kaiser-Frazer. Jméno společnosti Graham-Paige se však používalo až do roku 1962.

## Graham Brothers
Po úspěšném působení ve firmě na výrobu skla (nakonec prodané společnosti Libbey Owens Ford) začali bratři Joseph, Robert a Ray Grahamovi v roce 1919 vyrábět kity pro přestavbu vozů Ford model T na lehké nákladní automobily a upravovat odvozený Ford model TT, který již byl vyráběn jako nákladní. To vedlo k tomu, že bratři začali stavět své nákladní vozy s použitím motorů různých výrobců a začali je prodávat pod značkou Graham Brothers. Nakonec se rozhodli pro motory Dodge a brzy se nákladní vozy začaly prodávat u prodejců Dodge. 
Ze skromných začátků v Evansville ve státě Indiana Grahamovi svou továrnu rozšiřovali a v roce 1922 otevřeli závody na Meldrum Avenue v Detroitu ve státě Michigan o rozloze 13 000 čtverečních stop (přibližně 1200 m²) a další v roce 1925 na Cherokee Lane ve Stocktonu v Kalifornii. Kanadský trh zásobovala továrna Dodge v Kanadě. V roce 1925 koupila společnost Dodge firmu Graham Brothers vyrábějící nákladní automobily a tři bratři Grahamové zaujali ve společnosti Dodge vedoucí pozice.
Nová řada převážně lehkých nákladních automobilů Graham Brothers pro rok 1928 zahrnovala čtyři čtyřválcové modely o hmotnosti přibližně 450 až 1360 kg a jeden šestiválcový model o hmotnosti asi 1800 kg, který používal stejný motor jako Dodge Brother's Senior Six, lehce upravený pro provoz nákladních automobilů. Značka Graham Brothers vydržela až do roku 1929, zatímco spolupracující společnost Dodge byla v roce 1928 převzata společností Chrysler Corporation.

## Graham-Paige
V roce 1927, kdy již bylo zřejmé, že bankovní syndikát ovládající společnost Dodge se ji chystá prodat (což nastalo následující rok), se bratři Grahamové rozhodli podnikat v automobilovém průmyslu zcela samostatně. V roce 1927 koupili společnost Paige-Detroit Motor Car Company, výrobce automobilů Paige a Jewett, za 3,5 milionu dolarů (odpovídá skoro 59 milionům dolarů v roce 2022). Vznikla nově pojmenovaná společnost Graham-Paige, Joseph se stal prezidentem, Robert viceprezidentem a Ray tajemníkem a pokladníkem společnosti.
První nabídka společnosti zahrnovala řadu vozů Graham-Paige s šesti a osmiválcovými motory. Nějakou dobu byla pod jménem Paige nabízena řada lehkých nákladních automobilů, která byla brzy zrušena, protože společnost Dodge připomněla Grahamovým dohodu o zákazu konkurence, kterou podepsali v rámci prodeje společnosti Graham Brothers Company. Graham si získal pověst kvalitního výrobce a jeho prodeje rychle rostly. Graham měl také úspěchy v závodění, což pomohlo zvýšit prodeje. Logo společnosti Graham zahrnovalo profily tří bratrů (viz obrázek v infoboxu) a bylo použito na vozech jak vpředu na chladiči, tak na zadních světlometech.
Většinu karoserií a motorů si Graham-Paige vyráběl sám. Bratři Grahamové vyřešili dlouholeté dilema s dodávkami karoserií Paige tím, že koupili společnost Wayne Body Company ve Wayne v Michiganu a rozšířili její továrnu o dalšími karosárny. Neměli vlastní slévárnu a uzavřeli proto smlouvu se společností Continental. Některé modely používaly celé motory Continental, ale většinu motorů používaných ve vozech Graham-Paige navrhlo vlastní konstrukční oddělení společnosti Graham-Paige. U vozů „Spirit of Motion“ z let 1938–1940 a modelu „Hollywood“ se často nesprávně uvádí, že používají motory Continental. Tento omyl vznikl proto, že po druhé světové válce vyráběla společnost Continental slabší verzi motoru Graham-Paige, které byly použity v poválečných automobilech Kaiser-Frazer.

### Blue Streak

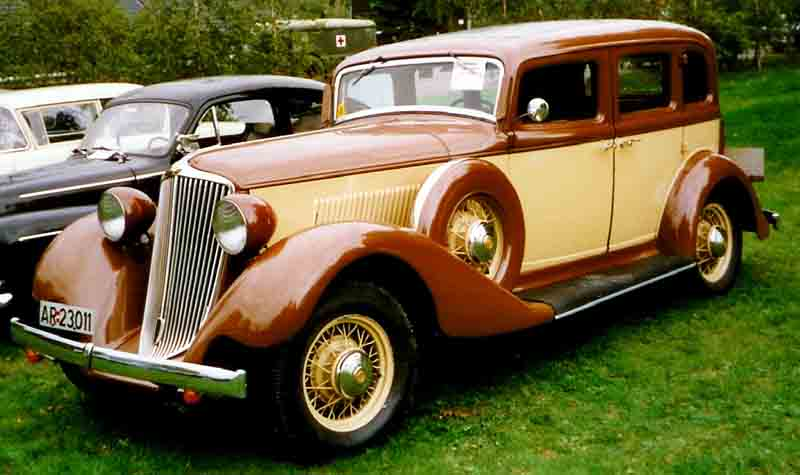
1932 Blue Streak 4-door Sedan byl nejoceňovanější design doby (navrhl Amos Northup).

Zpočátku společnost Graham-Paige dobře odolávala nástupu velké hospodářské krizi, ale když trvala již několik let, prodeje klesly ze 73 195 vozů na 20 428 kusů v roce 1931. A protože design prvních samostatně vyráběných osobních vozů nebyl nijak atraktivní, měl pomoci nový zajímavý vzhled automobilu, který i v době krize přiláká zájem zákazníků. Nicméně má se za to, že podnět na nový vůz vzešel od společnosti Murray Corporation of America, která navrhovala karosérie pro řadu automobilek, a která se nabídla, že pro Graham-Paige vyvine atraktivní design zcela nového automobilu.
Modely z roku 1932 navrhl Amos Northup, který v té době pracoval pro společnost Murray. Tento design byl označen jako „nejvlivnější design v historii automobilismu“. Nový osmiválcový motor se na nazýval „Blue Streak“. Tisk a veřejnost však rychle přenesly pojmenování „Blue Streak“ na samotné vozy. Design představil řadu inovativních nápadů. Nejvíce kopírovaným prvkem designu byly blatníky. Spodní linie prodloužených blatníku byla obloukovitě prohnutá kolem předního kola. To bylo velmi praktické (z hlediska nečistot i proudění vzduchu), ale zároveň se blatník stal důležitějším ve vzhledu vozu. Víčko chladiče bylo přesunuto pod kapotu, která sama byla upravena.
Již v roce 1933 téměř všechny americké automobilky použily obdobné blatníky a šikmé mřížky chladiče, s výjimkou Chrysleru, který podobné úpravy udělal až později. I když nelze dokázat, že Graham ovlivnil všechny nebo že v letech 1931–1932 žádný jiný designér o podobných blatnících neuvažoval, byl to Graham, kdo je první zavedl do výroby.
Z technického hlediska byl použit nový typ rámu „banjo“. Zadní náprava byla řešena velkými otvory na obou stranách rámu a tlumiči, které pohlcovaly případné rázy při kontaktu s nápravou vozu. To zase umožnilo širší karoserii. Aby se vůz snížil, byly zadní pružiny namontovány na vnějších stranách rámu podvozku, nikoliv pod rámem. Tuto myšlenku nakonec okopírovali i další výrobci – například Chrysler až v roce 1957.
Navzdory svým inovacím, oceňovanému vzhledu a zisku řady ocenění se však Blue Streak neprodával příliš dobře. Důvodem však jednoznačně byla již zmíněná a dále se prohlubují hospodářská krize. Rok 1932 byl nejhorší pro všechny automobilky a celkově se v USA prodalo nejméně automobilů za mnoho let. Design Blue Streak se pro rok 1933 téměř nezměnil, když reklama právem hlásala, že jde o „nejnapodobovanější vůz na trhu“.

### Přeplňované motory

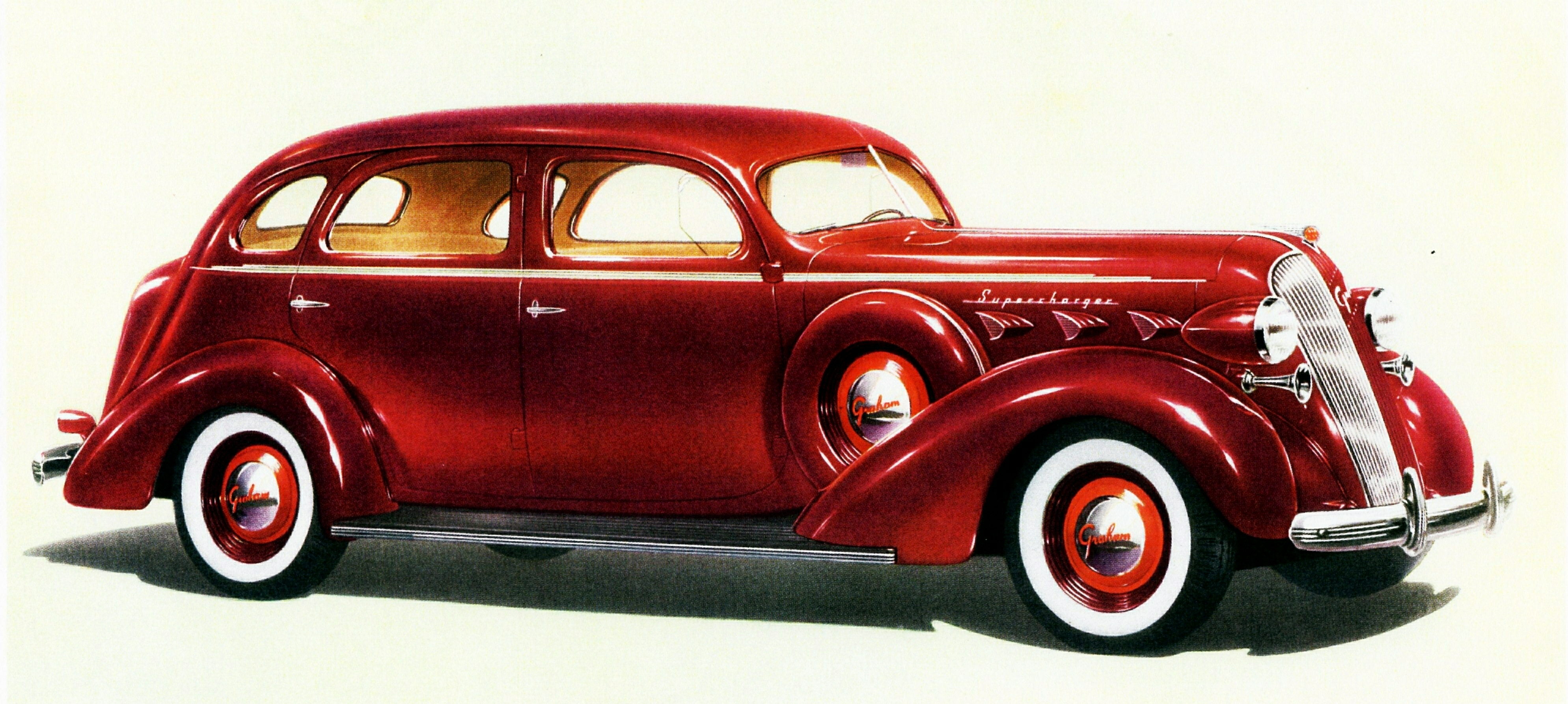
Reklama na 1937 Graham Custom Series 120 Supercharger 4-door Sedan. Podobný vůz „hrál“ ve filmu Eva tropí hlouposti.

Pro rok 1934 představil Graham přeplňované motory, které navrhl hlavní inženýr firmy Graham, Floyd F. Kishline. Zpočátku bylo přeplňování nabízeno pouze v nejvyšších osmiválcových modelech, ale v roce 1936 bylo přeplňování upraveno pro šestiválce. Použití přeplňovaných motorů v té době nebylo zdaleka obvyklé, ale společnost Graham-Paige prodávala mnohem více vozů s přeplňováním než kterákoli jiná automobilka té doby. Jiní výrobci dosáhly srovnatelného podílu často až mnoho let po druhé světové válce. 
Jako zajímavost lze uvést, že právě čtyřdveřový sedan z modelového roku 1936 (Graham Supercharger 4-door Sedan), kdy bylo přeplňování poprvé použito také pro šestiválce, si „zahrál“ v oceňované komedii Eva tropí hlouposti (úvodní scény, kdy vůz stojí na Škroupově náměstí a Eliška, dcera továrníka Záhorského, se v něm schová). Na obrázku je reklama na velmi podobný vůz, ale z modelové řady 1937.
V roce 1935 už byl styl „Blue Streak“ poněkud zastaralý. Restyling přední a zadní části vozu pro rok 1935 se ale ukázal jako katastrofa, vozy vypadaly vyšší a užší.  Protože Graham neměl peníze na zcela novou karoserii, podepsal smlouvu s REO Motor Car Company o nákupu karoserií a platil jim 7,5 dolaru (149 dolarů v cenách roku 2022) na licenčních poplatcích za každou karoserii. Graham přidal na tyto karoserie nový styling přední části a upravil detaily a vytvořil tak modely Graham pro roky 1936 a 1937. Motory také dostaly nové chladiče.

### Spirit of Motion

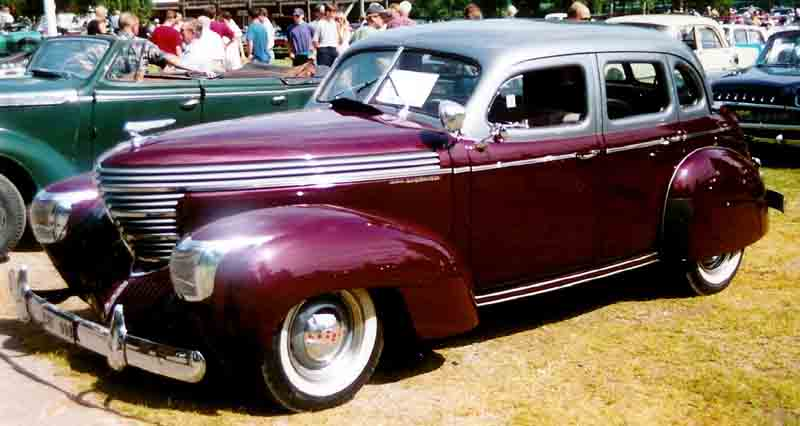
Graham Model 97 Supercharger 4-door Sedan 1939 „Spirit of Motion“ (pozdější přezdívka „Sharknose“).

Společnost Graham-Paige hledala nový nápadný styl pro karoserii vozu modelového roku 1938 a znovu byl osloven Amos Northup (který vytvořil tolik oceňovaný výše popsaný model Blue Strike). Většinu práce na tomto vozu odvedl Amos Northup, kterému pomáhal William Nealey. Dokončení návrhu, natož sériové výroby vozu, se však nedočkal, protože v únoru 1937 uklouzl na zledovatělém chodníku, utrpěl vážné zranění hlavy a krátce poté na následky zemřel ve věku 47 let. Předpokládá se, že návrh dokončili inženýři společnosti Graham.
Nový Graham pro modelový rok 1938 byl představen v listopadu 1937 se sloganem „Spirit of Motion“ (Duch pohybu). Design byl v americkém tisku a americkými designéry velmi chválen. Zvítězil v prestižní mezinárodní soutěži Concours D'Elegance v Paříži, a také v několika dalších: Prix d'Avant-Garde v Lyonu, Prix d'Elegance v Bordeaux a Grand Prix d'Honneur ve francouzském Deauville. 
Mezi význačné rysy designu Spirit of Motion patří hranaté přední světlomety zcela zapuštěné do blatníků a plné prahy nad zadními koly. Místo dozadu skloněné mřížky chladiče měl opačný sklon podobně jako některé rané závodní vozy. Právě díky mřížce chladiče s vykrojením dozadu získal vůz později (zřejmě až v 50. letech) přezdívku „Sharknose“ (Žraločí nos), pod kterou je znám dodnes. Přes oceňovaný design a prestižní ocenění byl model prodejním propadákem. Odhady z dobových publikací hovoří o celkové produkci v rozmezí 6000 až 13 000 kusů.

### Společný podnik
Zoufalá snaha nabídnout nový úspěšný vůz a současně nemožnost vyvinout vlastními silami zcela nový model vedla Graham-Paige koncem roku 1939 k uzavření dohody s churavějící společností Hupp Motor Co. (vyrábějící automobily značky Hupmobile). Podle této dohody základem pro vůz měla být oceňovaná karosérie modelu Cord 810/812 patřící společnosti Auburn, kterou navrhl významný automobilový konstruktér a designér Gordon Buehrig. Společnost Hupp ve snaze udržet se na trhu získala práva a výrobní matrice na karoserii Cord, ale neměla dostatek finančních prostředků na vlastní výrobu vozu.

### Graham Hollywood
Graham-Paige souhlasil s tím, že bude vyrábět pro společnost Hupp Motor Co. model vozu nazvaný Hupmobile Skylark a zároveň získal práva na použití matric a vyrobených karosérií k výrobě vlastního podobného vozu, který dostal jméno Graham Hollywood. Nápadné vozy Hupmobile Skylark, resp. Graham Hollywood se od modelu Cord lišily přední části kapoty (mj. zaoblený „nos“ a jiné žebrování), upravenými předními blatníky a konvenčními světlomety (byly umístěné mezi blatníky a chladičem, zatímco model Cord byl první, který je měl výklopné).  Tyto změny provedl automobilový designér John Tjaarda (narozený v Nizozemsko, známý hlavně návrhem luxusního modelu Lincoln-Zephyr). 
Další změny konstrukce si vyžádala odlišná koncepce pohonu. Zatímco modely Cord L-29 a pozdější Cord 810/812 byly prvními americkými vozy s pohonem předních kol, Hupmobile Skylark i Graham Hollywood použily tehdy převažující tzv. klasickou koncepci (pohon zadních kol). Delší kapota modelu Cord proto nebyla potřeba, naopak si vyžádalo úpravu podlahy pro umístění hnacího hřídele. Graham také zvolil pro model Graham Hollywood výhradně karosérii typu čtyřdveřový sedan, protože chtěl, aby Graham Hollywood byl populárním, masově prodávaným vozem. Cord existoval jako sedan, dvoudveřový kabriolet a ještě v dalších karosářských verzích.
Oba souběžně vyráběné modely používaly šestiválcové motory, ale různé konstrukce. Hupmobile Skylark byl poháněn motorem Hupp Motor Co. o objemu 4010 cm³. Graham Hollywood nabízel dvě verze motorizace, obě vyráběné společností Graham-Paige. Standardně měl atmosférický motor o objemu 3570 cm³ a volitelně přeplňovanou verzí, která byla charakteristická i pro dřívější modely firmy. Ani zajímavý model Graham Hollywood ale propad firmy nezastavil.
Po jeho veřejném představení se objednávky zpočátku jen hrnuly. Výrobní potíže však způsobily několikaměsíční zpoždění, než se začalo s dodávkami. Nepomohlo ani to, že karoserie nakonec vyráběla karosárna Hayes. Zákazníky čekání unavilo a většina objednávek byla zrušena. Navzdory počátečnímu nadšenému ohlasu veřejnosti se vůz nakonec stal pro Graham-Paige i Hupmobile ještě větším propadákem než předchozí modely obou firem. 
Vůz Hupmobile Skylark společnosti Hupp stál 895 USD (přes 18 800 USD v cenách roku 2022) a bylo vyrobeno pouze asi 300 kusů. Vozů Graham Hollywood bylo vyrobeno asi 1500 kusů, ale ani to na záchranu firmy nestačilo. V září 1940 společnost Graham výrobu zastavila. Později svou továrnu otevřela již jen pro vojenskou výrobu za druhé světové války (a od roku 1942 musely nařízením vlády na takovou výrobu přejít všechny automobilky).

## Po válce
V srpnu 1945 společnost Graham-Paige oznámila plány na obnovení výroby pod názvem Graham, ale tento záměr se nikdy neuskutečnil. Nicméně v roce 1946 společnost obnovila výrobu automobilů a v roce 1947 navrhla nový moderně vypadající vůz Frazer z roku 1947, pojmenovaný po novém prezidentovi společnosti Graham-Paige, kterým se stal Joseph W. Frazer, který spolupracoval s Henrym J. Kaiserem. Zahájila také výrobu zemědělských strojů pod názvem Rototiller.
Dne 5. února 1947 akcionáři společnosti Graham-Paige schválili převod veškerého svého automobilového majetku na automobilovou společnost Kaiser-Frazer, kterou založili Frazer a Kaiser, výměnou za 750 000 akcií společnosti Kaiser-Frazer a další protiplnění. Výrobní závody společnosti Graham na Warren Avenue byly prodány společnosti Chrysler, která je využila nejprve pro výrobu karoserií a motorů DeSoto a nakonec pro montáž modelu Imperial pro modelové roky 1959, 1960 a 1961.

## Změna oboru podnikání
V roce 1952 společnost Graham-Paige vypustila ze svého názvu slovo „Motors“ a začala podnikat v oblasti nemovitostí a pod vedením Irvinga Mitchella Felta koupila například závodní dráhu Roosevelt Raceway v New Yorku (která fungovala až do 80. let). V roce 1959 získala kontrolní podíl ve staré Madison Square Garden (postavené v roce 1925). v roce 1962 se firma přejmenovala na Madison Square Garden Corporation, kterou později pohltila společnost Gulf and Western Industries. V současnosti je Madison Square Garden součástí společnosti Madison Square Garden Entertainment.

## Galerie

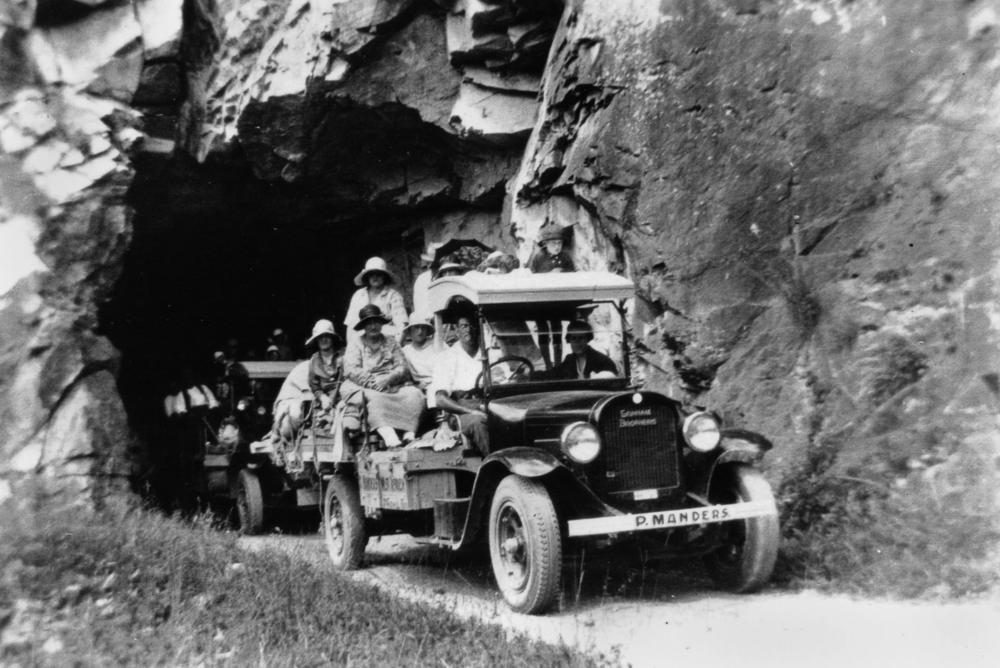
Náklaďák Graham Brothers, asi 1925
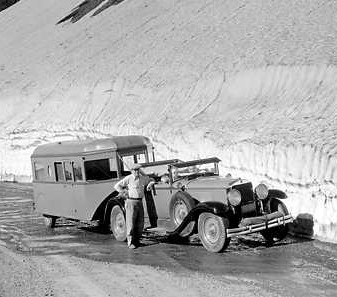
1929–30 Graham-Paige s jedním z prvních obytných přívěsů, Glacier National Park: 12/1933
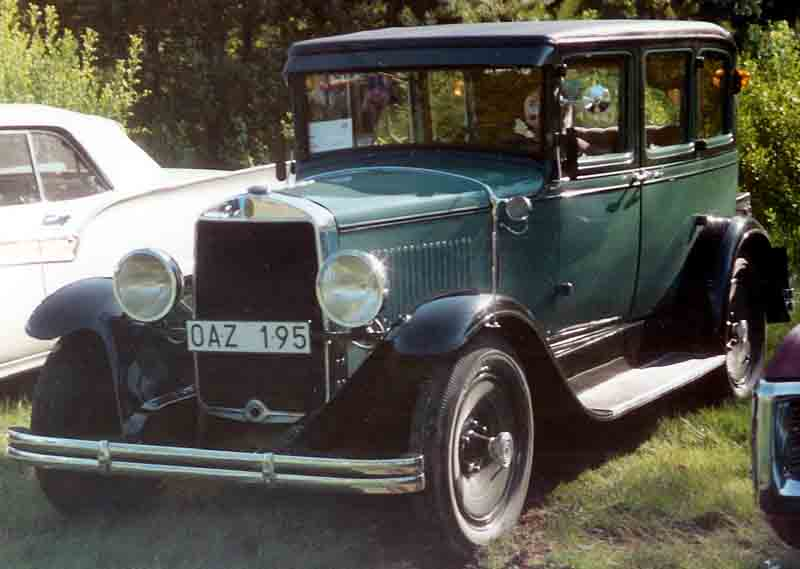
Graham-Paige Model 610 4-door Sedan 1928
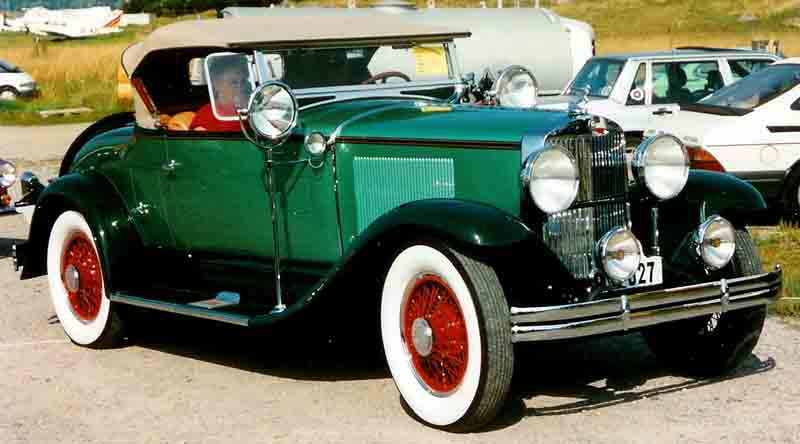
Graham-Paige Model 827 Roadster 1929
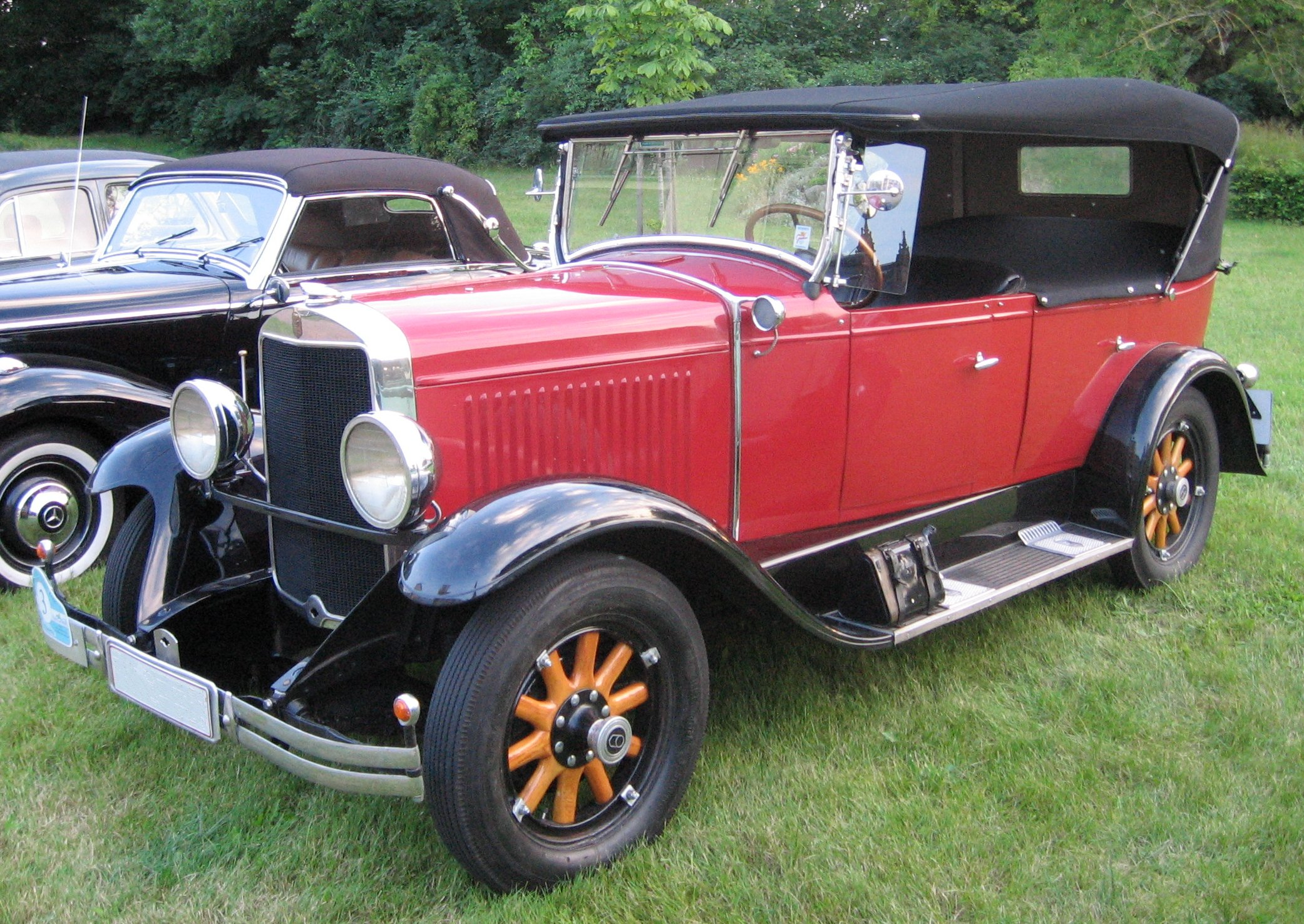
Graham Paige 612 Tourer, 1929
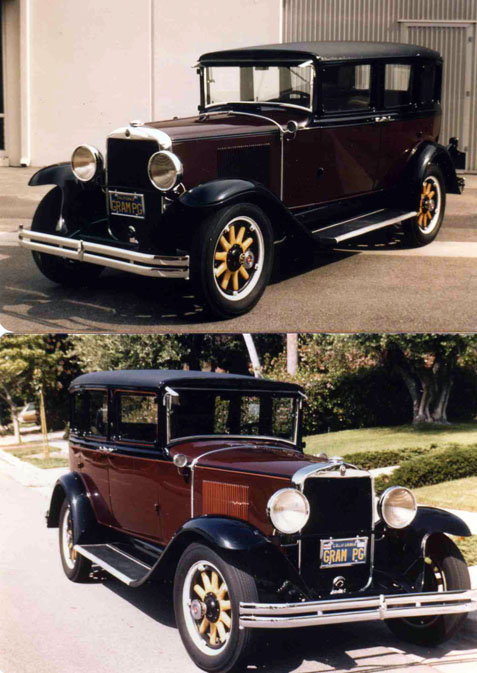
Renovovaný 1929 Graham-Paige Model 612
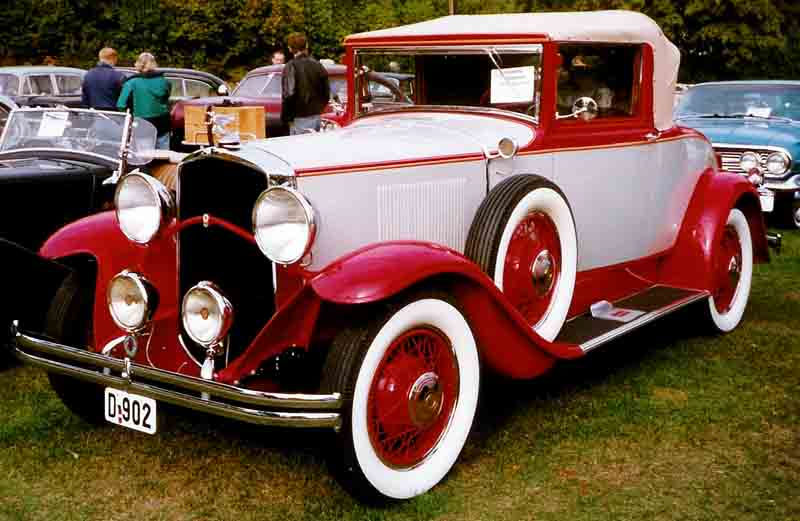
Graham Convertible Coupé 1930
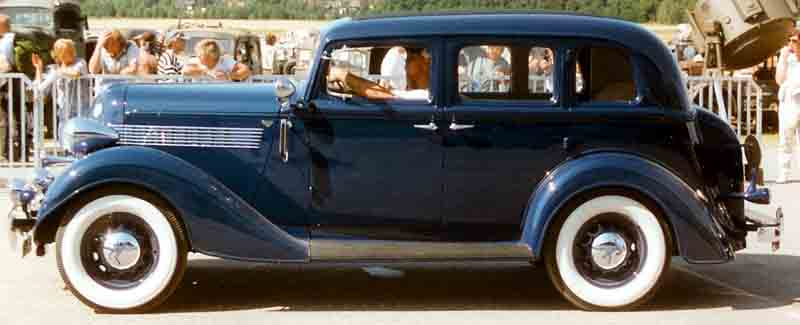
Graham Model 80A Crusader 4-door Touring Sedan 1936
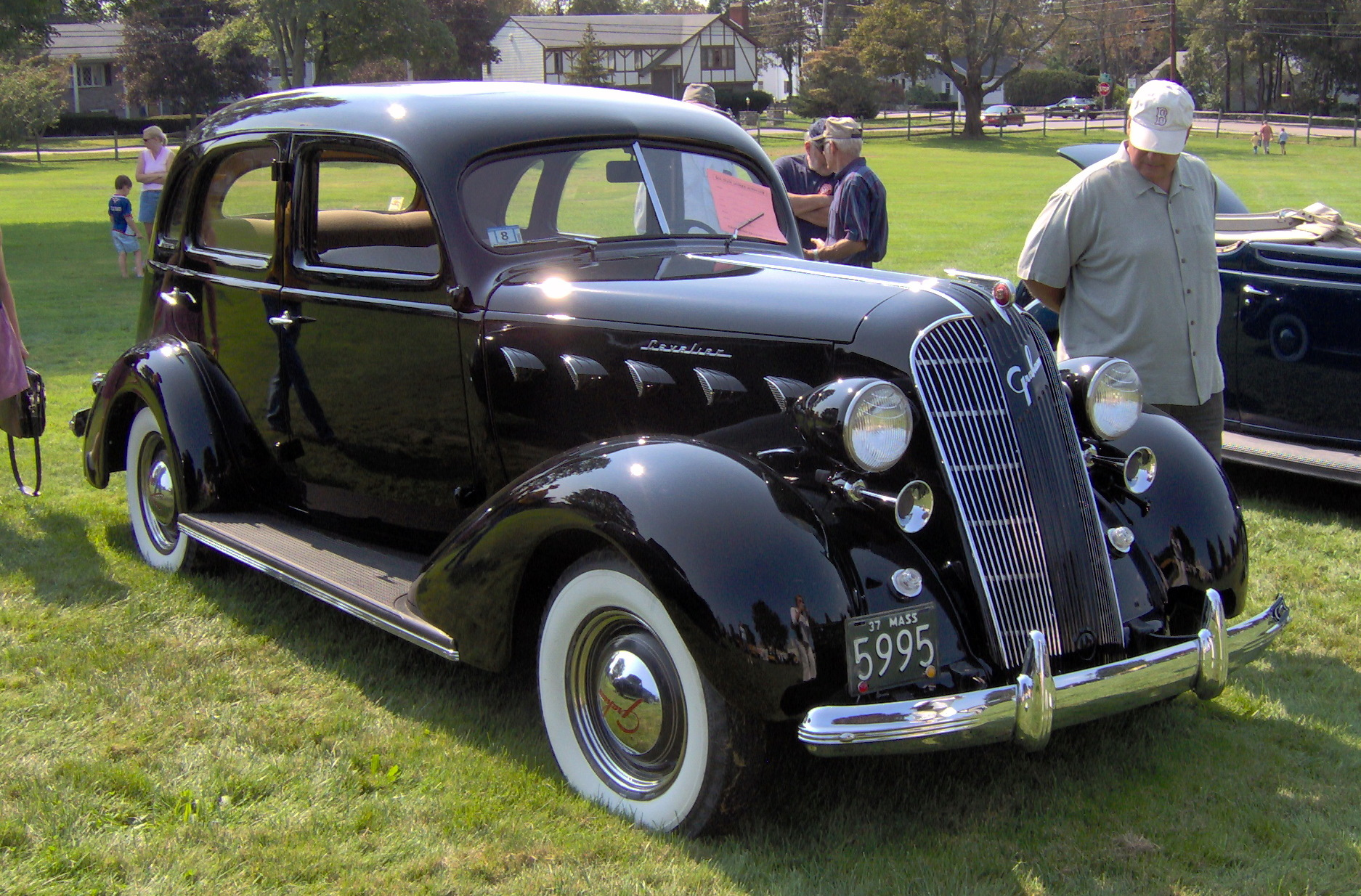
1937 Graham Cavalier
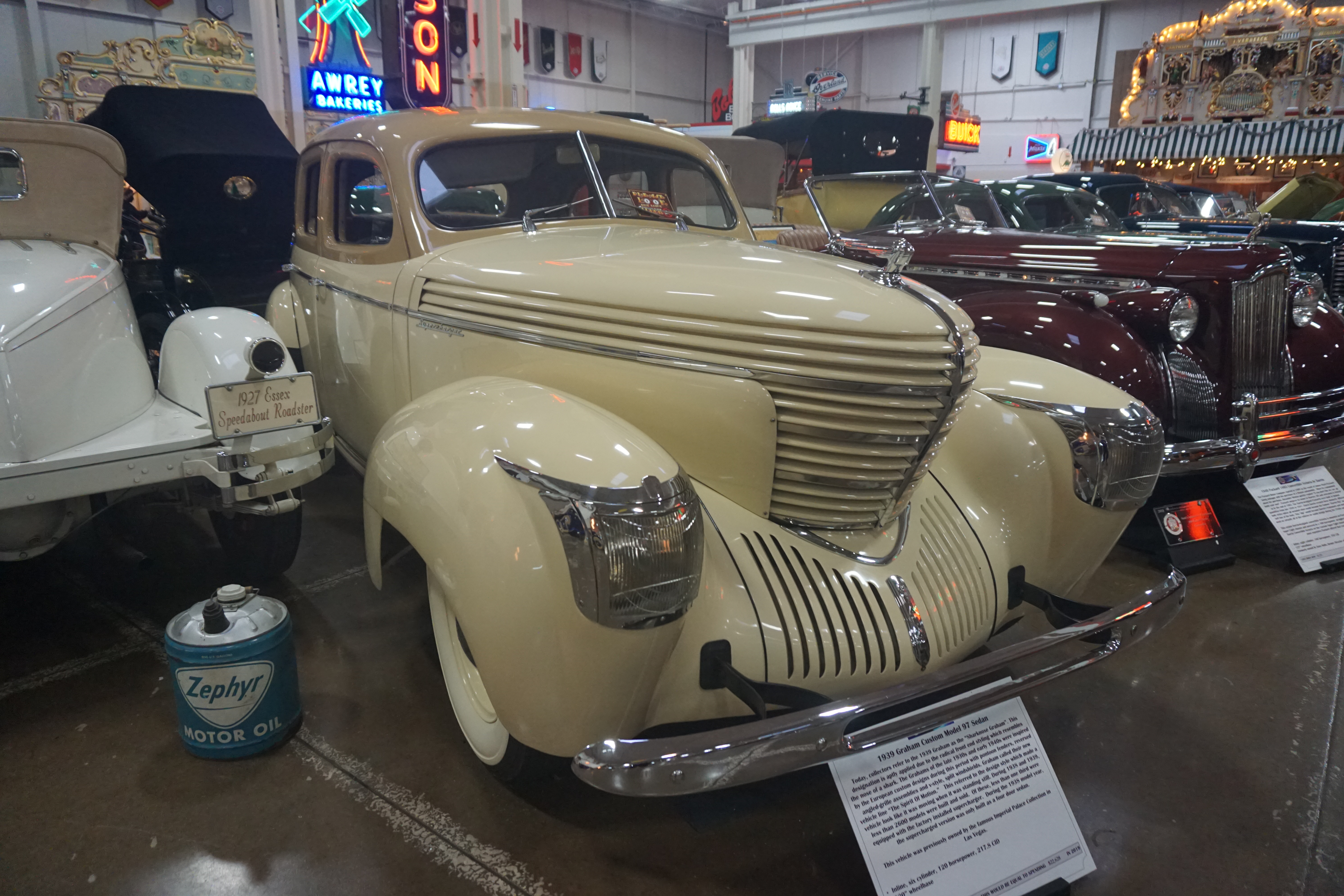
1939 Graham Custom Model 97 Sedan
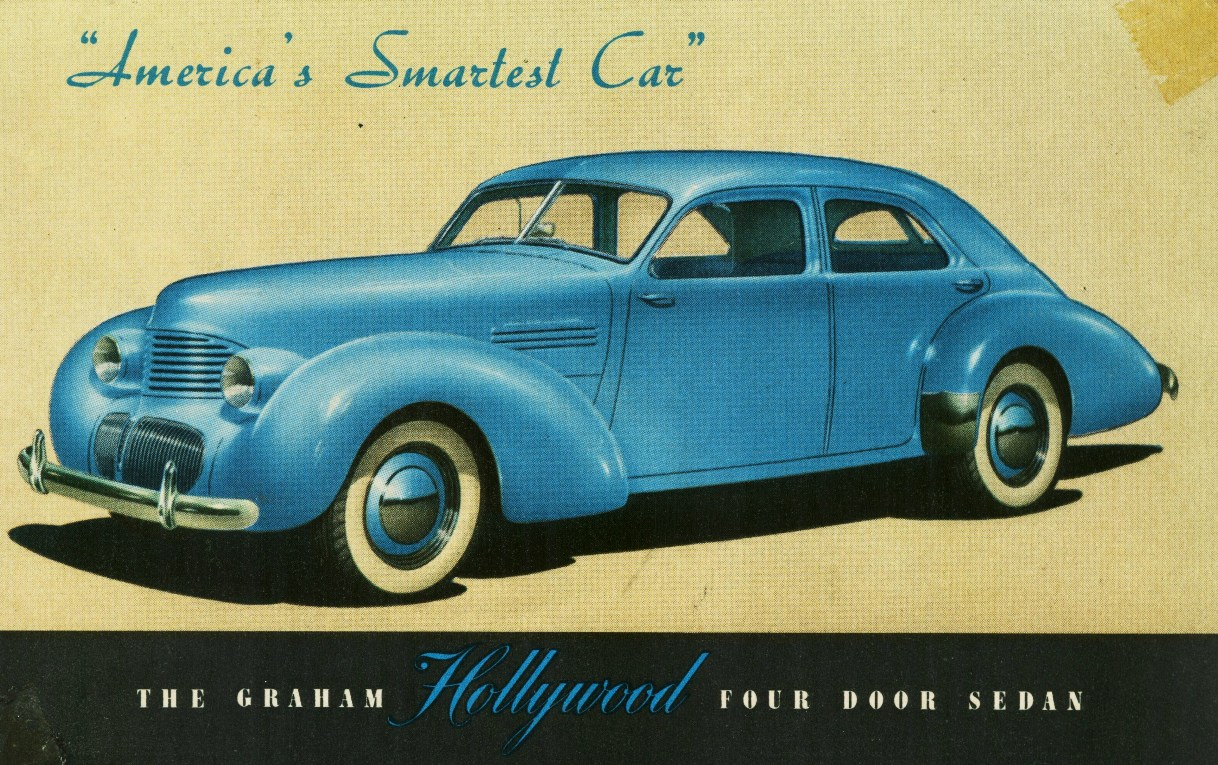
Reklama z roku 1940 na Graham Hollywood
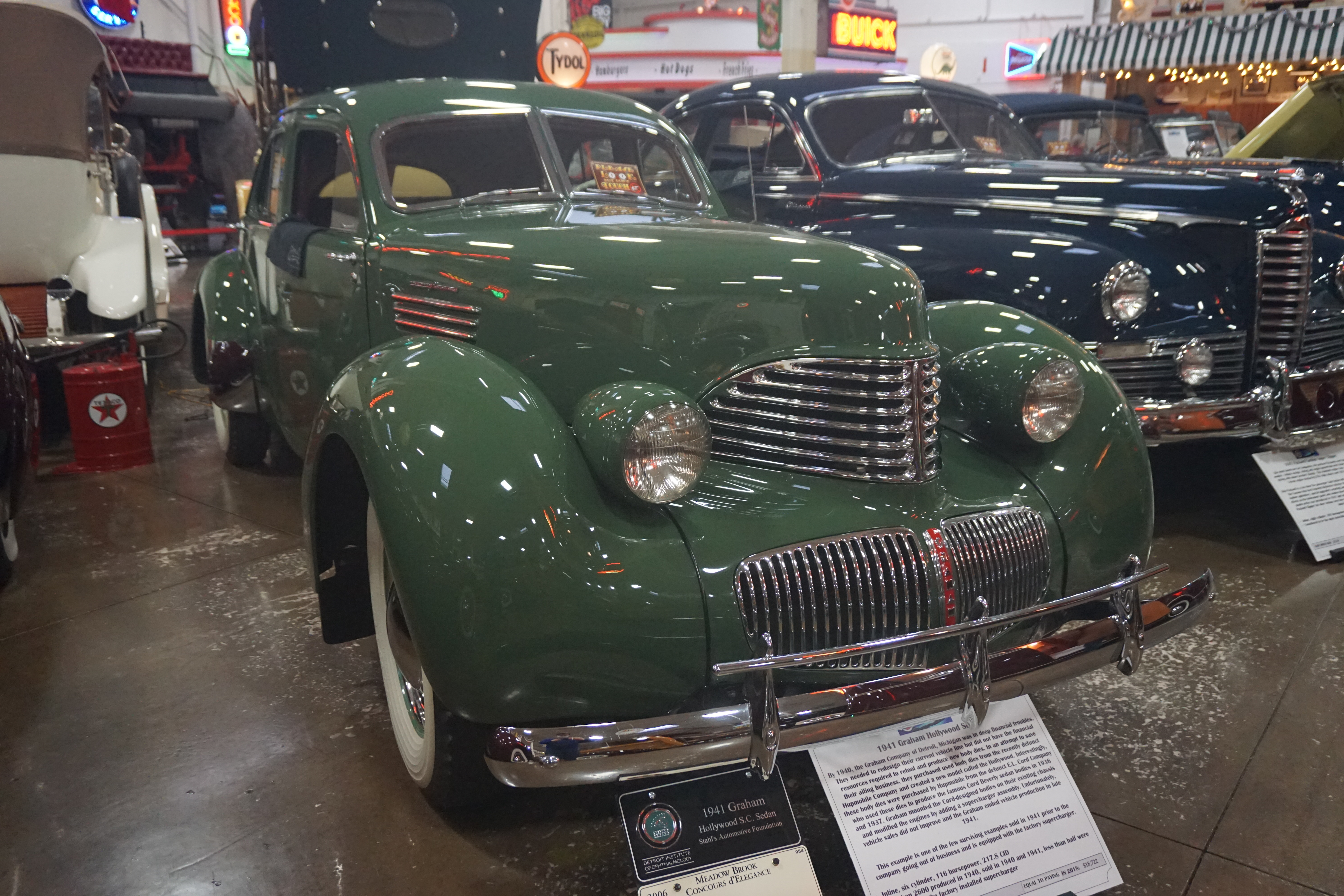
1941 Graham Hollywood Sedan
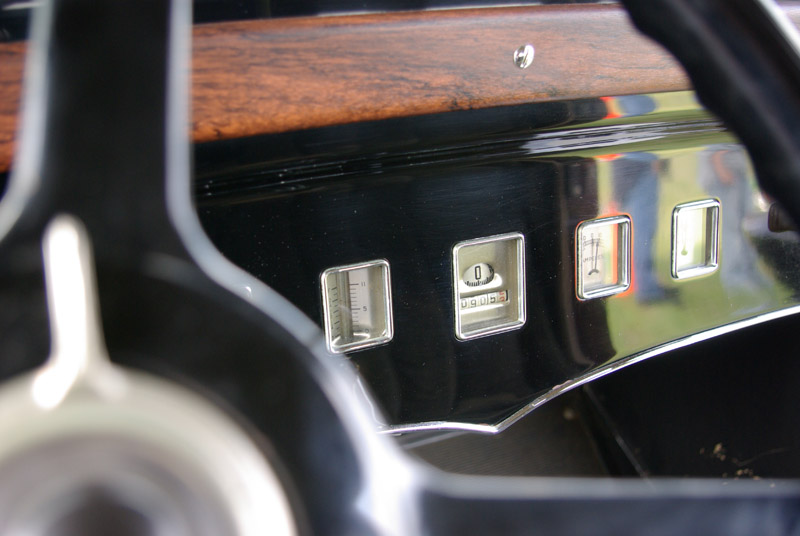
Přístrojová deska: Model 613
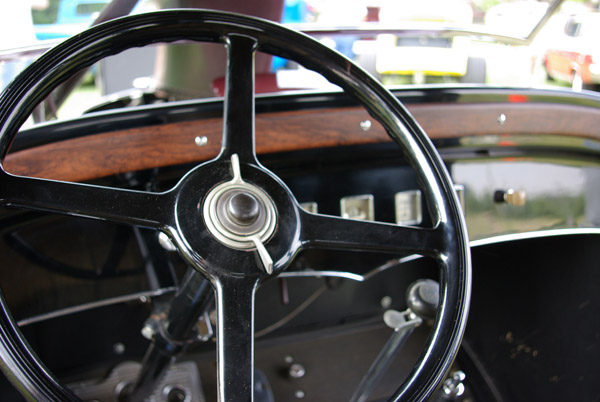
Sloupek řízení modelu 613. Jedna páčka uprostřed ovládá světlomety, druhá je ruční plyn
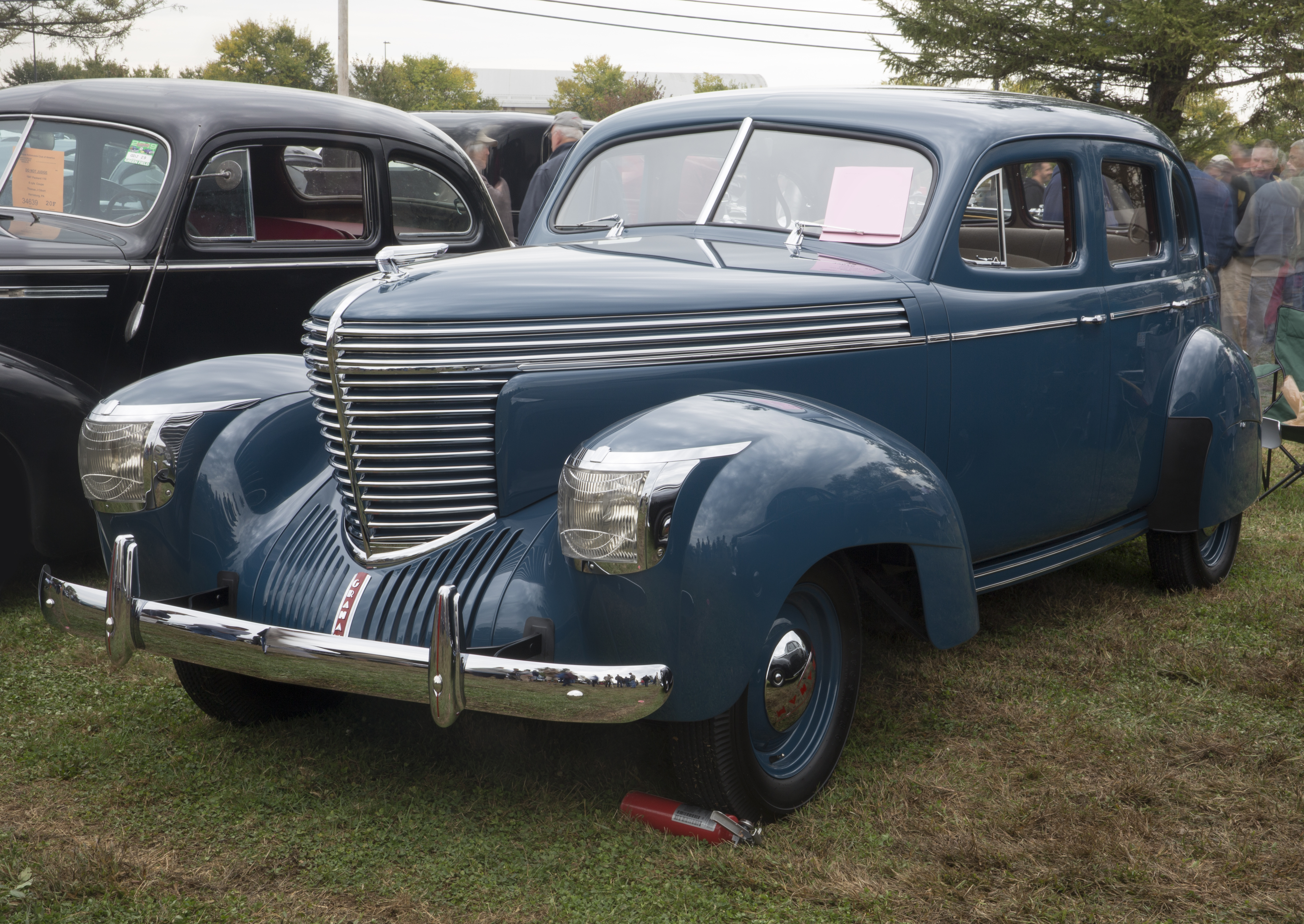
Rok 1940 byl poslední pro „Sharknose“ (Model 107)
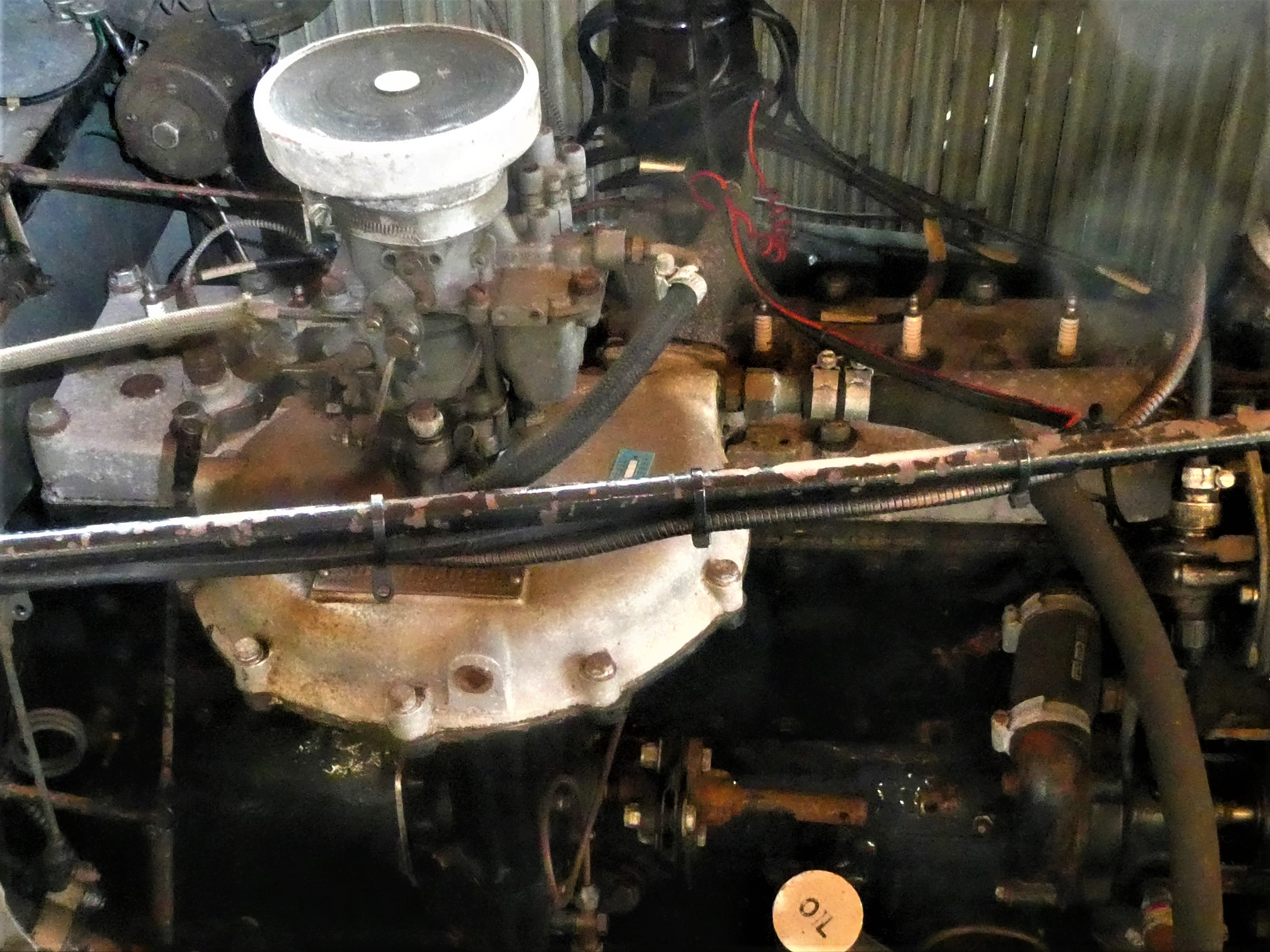
Graham 8válcový model, pohledu shora dominuje odstředivé turbodmychadlo